# James Joseph Hayes Doone
James Joseph Hayes Doone (1888 - 1953) est un avocat et un homme politique canadien du Nouveau-Brunswick.

## Biographie
James Joseph Hayes Doone naît le 8 août 1888 près de Blacks Harbour, au Nouveau-Brunswick.
Il est nommé sénateur sur avis de Louis St-Laurent le 25 juin 1949 et le reste jusqu'à sa mort, le 6 avril 1953.